# 이동우 (1897년)
이동우(李東雨, 1879년 10월 22일 ~ 1934년 9월 21일)는 일제강점기의 관료로, 조선총독부 중추원 참의를 지냈으며 본관은 전라남도 화순군 화순면이다.

## 생애
1897년 법률 연구를 위해 일본 도쿄로 유학했고 와세다 전문학교를 다녔다. 1901년 4월 사립 경성학당 보통과를 졸업했고 1902년 4월 사립 경성학당 전문부를 졸업하였다. 1906년 2월 대한제국 농상공부에서 기수(技手, 현재의 서기에 해당하는 직무)로 근무했고 1907년 와세다 대학에서 법률을 전공했다.
1919년 7월 협성구락부 창립에 참여했으며 같은 해 11월 협성구락부 간사장으로 선출되었다. 1920년 1월 8일 시사신문 발행인 겸 편집인을 지냈고 국민협회 평의원(1920년 1월 18일)과 시사신문사 이사 겸 주간, 국민협회 총무(1920년 3월)를 지냈다.
1920년 7월 8일에는 일본 중의원 의원 선거법을 조선에서도 적용해 줄 것을 요구하는 내용이 담긴 청원서를 일본 중의원에 제출했으며 1920년 12월부터 1921년 7월 5일까지 황해도 은율군수를 지냈다. 국민협회 상담역(1921년 10월과 1922년 4월, 1927년 1월 18일)과 총무(1923년 1월 18일, 1924년 4월 10일, 1925년 1월 18일, 1929년 1월 18일, 1930년 1월 18일)를 지냈고 1924년 3월 25일 각파유지연맹의 발기인 가운데 한 사람으로 참가했다.
1924년 4월 27일부터 1934년 9월 21일까지 조선총독부 중추원 참의를 지냈고 1930년 2월 10일 민중신문 주간을 지냈다. 1925년 2월 16일 가토 다카아키 일본 총리를 만난 자리에서 조선에 일본 중의원 선거법을 시행할 것을 요구하는 건백서를 제출했으며 1926년 3월 11일 와카쓰키 레이지로 일본 총리를 만난 자리에서도 이와 비슷한 내용을 담은 건백서를 제출했다.
1925년 12월 1일 정7위에 서위되었고 1932년 3월 15일에는 종6위에 서위되었다. 1926년 8월 1일 일본 나가사키현에서 열린 아세아민족대회에 참석했으며 1931년 3월 일본 총리대신과 각 국무대신에게 조선 참정권 청원에 관한 진정서(朝鮮参政権請願に関する陳情書)를 배포했다.
친일파 708인 명단의 중추원, 친일단체 부문, 민족문제연구소의 친일인명사전 수록자 명단의 관료, 친일 단체, 중추원 부문, 친일반민족행위진상규명위원회가 발표한 친일반민족행위 705인 명단에 포함되었다.

## 참고자료
- 친일반민족행위진상규명위원회 (2009). 〈이동우〉. 《친일반민족행위진상규명 보고서 Ⅳ-12》. 서울. 426~460쪽.